# Parlament Szkocki

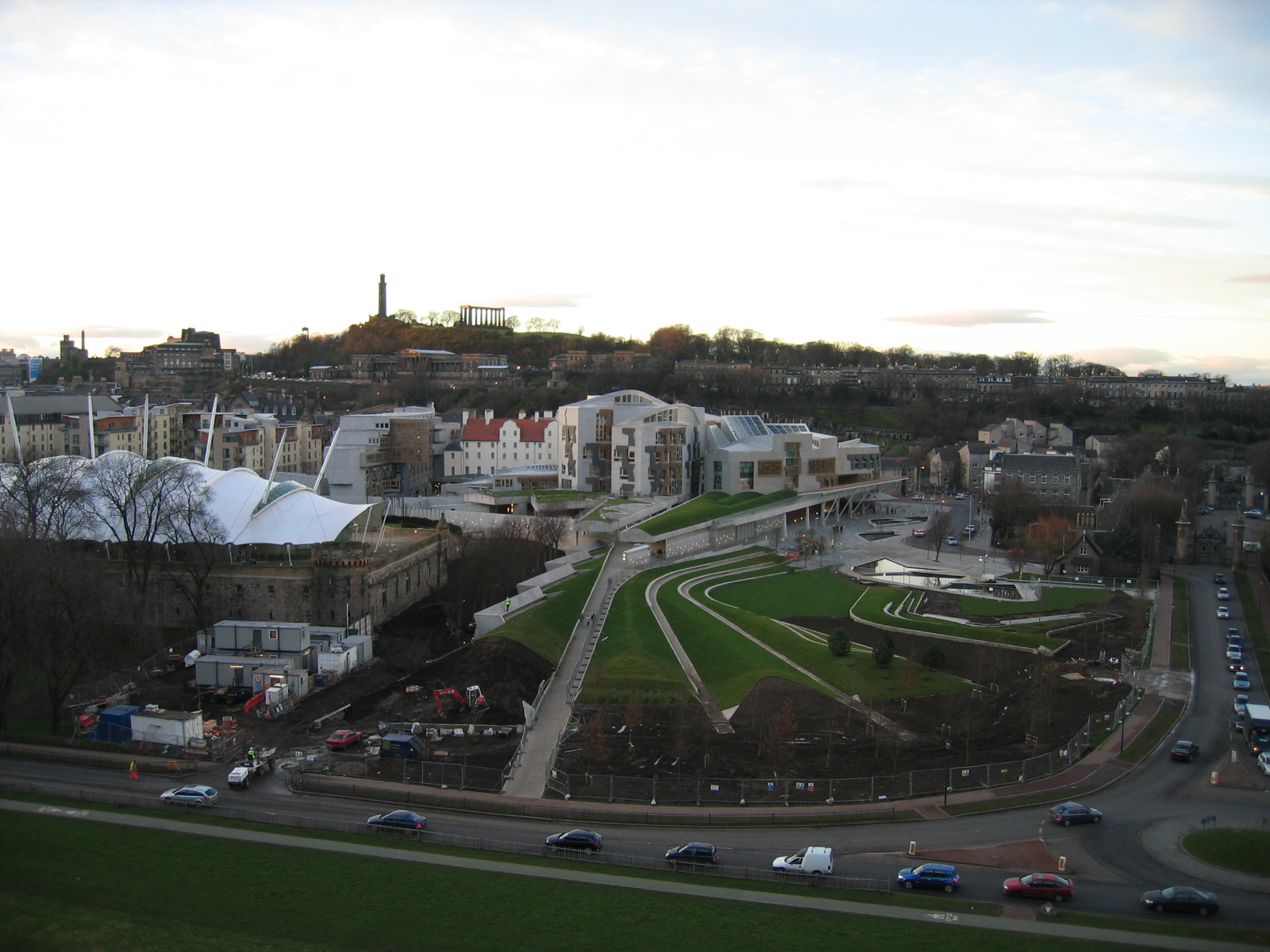
Widok na Parlament

Parlament Szkocki (angielski: Scottish Parliament, szkocki gaelicki: Pàrlamaid na h-Alba, scots: The Scots Pairlament) jest zdecentralizowanym, krajowym, jednoizbowym ciałem ustawodawczym w Szkocji. Mieści się on w edynburskiej dzielnicy Holyrood. Jest on często nazywany metonimią “Holyrood”.
Parlament ten jest demokratycznie wybieranym ciałem składającym się ze 129 członków (Members of The Scottish Parliament, MSP) wybieranych na pięcioletnią kadencję według mieszanego systemu proporcjonalnego. 73 członków reprezentuje pojedyncze, geograficzne okręgi wyborcze i jest wybieranych systemem większościowym (system “pierwszy na mecie”), kolejnych 56 członków reprezentuje 8 regionów, składających się z wielu okręgów wyborczych, z czego każdy z regionów wybiera 7 członków.
Pierwotny Parlament Szkocji był ciałem ustawodawczym niepodległego Królestwa Szkocji. Istniał on od wczesnego XIII wieku aż do ustanowienia aktu unii z 1707 roku, na mocy którego połączono Królestwo Anglii z Królestwem Szkocji w Królestwo Wielkiej Brytanii. W konsekwencji tego aktu Parlament Szkocki i Parlament Angielski przestały istnieć i utworzono Parlament Wielkiej Brytanii zasiadający w Westminsterze, w Londynie.
W związku z referendum w 1997 roku, w którym Szkoci zagłosowali za dewolucją, obecny Parlament Szkocki został utworzony ustawą o Szkocji (ang. Scotland Act 1998) z 1998 roku. Ustawa ta określa kompetencje prawodawcze Parlamentu, czyli sprawy, w jakich może tworzyć prawa poprzez określenie wprost uprawnień, które są zarezerwowane dla Parlamentu Zjednoczonego Królestwa. Parlament Szkocki ma władztwo legislacyjne we wszystkich sprawach, które nie są zarezerwowane dla Parlamentu Brytyjskiego. Parlament Brytyjski ma prawo do zmiany zakresu uprawnień Parlamentu Szkockiego i może je rozszerzyć bądź zawęzić. Pierwsze posiedzenie Parlamentu Szkockiego odbyło się 12 maja 1999 roku.

## Historia
Przed tym, jak Traktat Unii z 1707 roku złączył Królestwo Szkocji z Królestwem Anglii w Królestwo Wielkiej Brytanii, Szkocja miała niezależny parlament znany jako Parlament Szkocji. Początkowe propozycje Szkotów, przed połączeniem Królestwa Anglii i Królestwa Szkocji, były aby pozostawić zdecentralizowany parlament w Szkocji, propozycje te jednak nie zostały zaakceptowane przez negocjatorów z Anglii.
Przez następne trzysta lat Szkocja była bezpośrednio rządzona z Parlamentu Królestwa Wielkiej Brytanii, a także następnie z Parlamentu Zjednoczonego Królestwa, oba zasiadające w Westminsterze. Brak Parlamentu Szkockiego pozostał ważnym elementem szkockiej tożsamości. Sugestie, by utworzyć zdecentralizowany parlament pojawiały się już przed 1914 rokiem, ale nie zostały spełnione z powodu wybuchu I wojny światowej. Gwałtowny wzrost poparcia dla nacjonalizmu w Szkocji w latach 60. napędził postulaty o jakąś formę rządzenia ze Szkocji lub pełną niepodległość. Doprowadziło to do utworzenia w 1969 roku, przez rząd Partii Pracy, Komisji Kilbrandona, która miała się przyjrzeć brytyjskiej konstytucji. Jednym z głównych zadań Komisji było zbadanie sposobów, którymi można zapewnić formę samorządności dla Szkocji, w ramach jednego państwa brytyjskiego. Lord Kilbrandon opublikował raport z tej komisji w 1973 roku, zarekomendował on by utworzono bezpośrednio wybierane Szkockie Zgromadzenie Narodowe, które ustanawiałoby prawa w większości spraw wewnętrznych Szkocji.
W międzyczasie odkrycie złóż ropy w Morzu Północnym i następująca po tym kampania Szkockiej Partii Narodowej (SNP) pod hasłem „To jest szkocka ropa” (“It’s Scottish oil”) przyczyniły się do wzrostu popularności dla ogłoszenia niepodległości przez Szkocję, a także dla samej SNP. Partia argumentowała, że Szkocja nie miała tak wielu zysków z ropy ile powinna mieć. Efekt wszystkich tych wydarzeń razem doprowadził do tego, że wtedy urzędujący Premier Harold Wilson zapowiedział, że jego rząd utworzy jakąś formę szkockiej legislatywy w 1974 roku. Jednakże nie stało się tak aż do 1978 roku, gdy ostateczne propozycje utworzenia Szkockiego Zgromadzenia zostały zaakceptowane przez brytyjski parlament.
Według Szkockiego Aktu z 1978 roku utworzone byłoby, wybierane w wyborach, zgromadzenie narodowe w Edynburgu, pod warunkiem, że zostanie przed tym ustanowione referendum, na dzień 1 marca 1979 roku, i że przynajmniej 40% populacji zagłosuje w nim za tą propozycją. Szkockie referendum o dewolucję z 1979 roku nie powiodło się, chociaż 51,6% głosujących zagłosowało za propozycją utworzenia zgromadzenia, to przy frekwencji 63,6% wynik ten reprezentował tylko 32,9% wszystkich uprawnionych do głosowania.
Przez lata 80. i 90. poparcie dla utworzenia szkockiego parlamentu rosło, częściowo z powodu tego, że w tym czasie Wielką Brytanią rządził rząd Partii Konserwatywnej, podczas gdy Szkoci głosowali na Konserwatystów w stosunkowo niewielkiej ilości. W następstwie wyniku referendum z 1979 roku założona została Kampania dla Szkockiego Zgromadzenia (Campaign for a Scottish Assembly, CSA) jako naciskowa grupa interesu, doprowadziła ona do założenia Szkockiej Konwencji Konstytucjonalnej (Scottish Constitutional Convention) w 1989 roku. W jej skład wchodzili reprezentanci z kościołów, partii politycznych, a także z zakładów przemysłowych. W 1995 roku konwencja opublikowała projekt dewolucji, który, w późniejszym czasie, stał się podstawą dla struktury Parlamentu Szkockiego.
Dewolucja była jedną z obietnic Partii Pracy, która w maju 1997 roku objęła władzę z premierem Tony Blairem na czele rządu. We wrześniu 1997 roku zostało zorganizowane drugie referendum o dewolucję, tym razem większość głosujących zagłosowała za ustanowieniem nowego parlamentu, wraz z uprawnieniami do zmian wysokości podatków, w Edynburgu. Pierwsze wybory do nowego Szkockiego Parlamentu odbyły się 6 maja 1999 i 1 lipca tego samego roku część kompetencji ustawodawczych zostało przeniesionych z Parlamentu w Westminsterze do nowego Szkockiego Parlamentu.
7 lutego 2017 parlament szkocki podjął uchwałę, w której „wyraził poparcie dla wszystkich posłów brytyjskiego parlamentu, którzy uważają, że złożony przez rząd projekt ustawy o notyfikacji wyjścia z Unii Europejskiej nie powinien być procedowany”.

## Kompetencje
Do parlamentu szkockiego należy część decyzji lokalnych, takich jak służba zdrowia, rolnictwo i wymiar sprawiedliwości, a także w dużym stopniu sprawy gospodarcze i budżet. Szkocka władza wykonawcza ma obowiązek przedstawiać raporty parlamentowi w Londynie. Inne decyzje i uchwały takie jak polityka zagraniczna czy obrona kraju w dalszym ciągu należą do zadań Parlamentu Wielkiej Brytanii.

## Skład
Rozdział miejsc w parlamencie szkockim po wyborach w latach 2016, 2011, 2007, 2003 i 1999.
Głosowanie odbyło się 5 maja 2016.
|  | Partia                                      | 2016 | 2011 | 2007 | 2003 | 1999 |
|  | Szkocka Partia Narodowa (SNP)               | 63   | 69   | 47   | 27   | 35   |
|  | Szkocka Partia Konserwatywna (SCUP)         | 31   | 15   | 17   | 18   | 18   |
|  | Szkocka Partia Pracy (SLP)                  | 21   | 37   | 46   | 50   | 56   |
|  | Szkocka Partia Zielonych (SGP)              | 6    | 2    | 2    | 7    | 1    |
|  | Szkocka Partia Liberalnych Demokratów (SLD) | 5    | 5    | 16   | 17   | 17   |
|  | Szkocka Partia Socjalistyczna (SSP)         | -    | -    | -    | 6    | 1    |
|  | Szkocka Partia Jedności Emerytów (SSCUP)    | -    | -    | -    | 1    | -    |
|  | Niezrzeszeni                                | -    | 1    | 1    | 3    | 1    |

## Pierwsi Ministrowie
- Donald Dewar 1999–2000 (SLP)
- Jim Wallace 2000 (p.o.) (SLP)
- Henry McLeish 2000–2001 (SLP)
- Jim Wallace 2001 (p.o.) (SLP)
- Jack McConnell 2001–2007 (SLP)
- Alex Salmond 2007–2014 (SNP)
- Nicola Sturgeon 2014–2023 (SNP)
- Humza Yousaf 2023 – obecnie (SNP)